# Nemotelus stellaris
Nemotelus stellaris är en tvåvingeart som beskrevs av Geoffroy 1785. Nemotelus stellaris ingår i släktet Nemotelus och familjen vapenflugor.
Artens utbredningsområde är Frankrike. Inga underarter finns listade i Catalogue of Life.